# Répartition géographique du hongrois
Pour un article plus général, voir Hongrois.
Le hongrois est parlé par quelque 12,6 millions de personnes, dont 9,8 millions vivent en Hongrie Il y a des communautés magyarophones dans tous les pays voisins de la Hongrie (Roumanie, Slovaquie, Serbie, Ukraine, Autriche, Croatie et Slovénie), ainsi que d’importantes communautés apparues par émigration aux États-Unis d’Amérique, au Canada, en Israël, etc.

## Répartition des locuteurs de hongrois par pays
| Pays                                                                                           | Nombre de personnes | Statut des personnes                                               | Année |
| ---------------------------------------------------------------------------------------------- | ------------------- | ------------------------------------------------------------------ | ----- |
| Hongrie                                                                                        | 8 409 049           | de langue maternelle hongroise                                     | 2011  |
| Roumanie (principalement en Transylvanie, dans le Maramureș, dans le Crișana et dans le Banat) | 1 259 914           | de langue maternelle hongroise                                     | 2011  |
| Slovaquie                                                                                      | 458 467             | appartenant à la minorité nationale hongroise                      | 2011  |
| Serbie (principalement en Voïvodine)                                                           | 243 146             | de langue maternelle hongroise                                     | 2011  |
| Ukraine (principalement en Transcarpathie)                                                     | 161 618             | de langue maternelle hongroise                                     | 2001  |
| Autriche                                                                                       | 25 884              | citoyens d’Autriche ayant le hongrois pour langue d’emploi courant | 2001  |
| Autriche                                                                                       | 72 320              | nées en Hongrie                                                    | 2017  |
| États-Unis                                                                                     | 86 406              | parlant hongrois en famille                                        | 2013  |
| Canada                                                                                         | 71 100              | de langue maternelle hongroise                                     | 2011  |
| Allemagne                                                                                      | 70 730              | citoyens de Hongrie inscrits au Registre central des étrangers     | 2011  |
| Israël                                                                                         | 70 000              | locuteurs de hongrois                                              | 1998  |
| Australie                                                                                      | 20 881              | parlant hongrois en famille                                        | 2011  |
| Suède                                                                                          | 16 676              | citoyens de Hongrie                                                | 2016  |
| Croatie                                                                                        | 10 231              | de langue maternelle hongroise                                     | 2011  |
| Italie                                                                                         | 8 034               | citoyens de Hongrie                                                | 2016  |
| Slovénie                                                                                       | 6 243               | appartenant à la minorité nationale hongroise                      | 2002  |

Il y a encore des locuteurs de hongrois en Argentine, en Belgique, au Brésil, en République tchèque, en Suisse, en Finlande, en France, en Allemagne, au Royaume-Uni, aux Pays-Bas, au Venezuela et dans d’autres pays.

Le hongrois en Europe centrale.

## Statut officiel

Zones de Roumanie (Transylvanie) où le hongrois peut être utilisé dans l’administration (en vert).

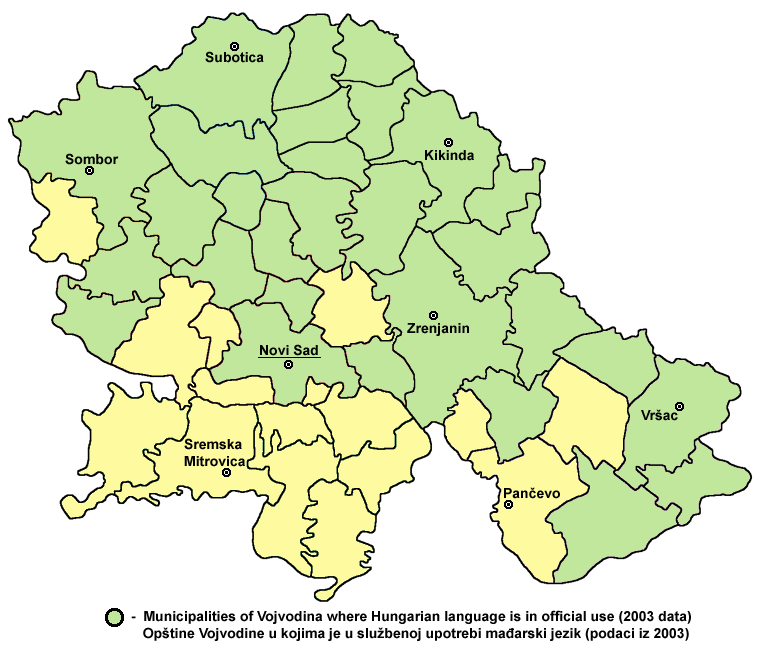
Zones de Serbie (Voïvodine) où le hongrois est langue d’usage officiel (en vert)

Le hongrois est la langue officielle de la Hongrie et, par conséquent, l’une des langues officielles de l’Union européenne. Il est langue officielle, à côté du slovène, dans les localités de Slovénie où il y a des « communautés nationales » hongroises.
Le hongrois est langue appelée « d’usage officiel » en Serbie, dans les localités où la population magyarophone atteint 15 % de la population totale. Les localités en question apparaissent dans un document du Secrétariat provincial pour l’éducation, les réglementations, l’administration et les minorités nationales – communautés nationales de Voïvodine.
En Autriche, en Croatie, en Roumanie, en Slovaquie, en Slovénie et en Ukraine, le hongrois est une langue minoritaire reconnue. En Roumanie et en Slovaquie, il peut être utilisé dans l’administration des localités où la minorité hongroise atteint au moins 20 % de la population.